# Dushi Kòrsou
Dushi Kòrsou was het (onofficiële) volkslied van Curaçao. De oorspronkelijke dichttekst 'Den tur nacion' werd geschreven door frater Radulphus Hermus ter gelegenheid van de troonsbestijging van Koningin Wilhelmina in 1898. Het lied werd ook wel aangeduid met het begin van het tweede couplet als 'Nos Tera'. Radulphus schreef de tekst op een melodie van een Tiroler onafhankelijkheidslied. De tekst is meermalen aangepast, voordat het lied in 1978 werd vervangen door 'Himno di Kòrsou', het huidige volkslied.

## Tekst
| Papiaments | Kladvertaling Nederlands |
| --- | --- |
| Den toer nacion nos patria Ta poco conocir Den di laman inmenso El ta para scondir; Ma toch nos ta stiméle Ariba toer nacion, Su gloria nos ta canta Di hinter nos coerazon. Nos tera ta baranca E solo ta kima; Pobreza ta nos suerte I bida ta pisá; Ma dusji ta di biba Trankilo, sosegá, Gozando di fabornan Di un tera respetá Ni un ley di tiranía Ta primi nos pisar. Bandera di Hoelanda Ta cubri nos hogar. Un reina poderosa, Wil'mina di Nassau Coe manoe generosa Ta goberna nos Corsouw Dios spaar nos dusji tera, Nos tera di Corsouw; Dios spaar nos fiel bandera, Bandera: rood, wit, blauw. Dios spaar nos Wilhelmina, Nos reina bienestar; Dios spaar nos pober pueblo, Su pueblo fortunar. | Onder alle naties is ons vaderland Weinig bekend In de immense zee lijkt het verborgen; Maar toch houden wij van hem Boven elke natie, Wij bezingen zijn glorie Uit heel ons hart. Ons land is rots De zon brandt; Armoe is ons lot En leven is zwaar; Maar het is een zoete plek om te wonen Rustig, kalm, Genietend van gunsten Uit een gerespecteerd land Geen enkele tirannieke wet Heeft onze wandel gedrukt. De vlag van Nederland Heeft ons huis bedekt. Een machtige koningin, Wil'mina van Nassau Regeert met vrijgevige handen Ons Curaçao God spaar ons zoete land, Ons land Curaçao; God spaar onze trouwe vlag, Vlag: rood, wit, blauw. God spaar onze Wilhelmina, Geef onze koningin welzijn; God spaar ons arme volk, Uw gezegende volk. |

## Kritiek en aanpassing
Rond 1937 ontstond er discussie over de tekst. Frater Radulphus schreef het lied in een tijd dat er grote armoede heerste op het eiland en zowel het lokale bestuur als de bevolking zwaar leunde op financiële steun en liefdadigheid uit het moederland, wat ook in de tekst tot uiting werd gebracht. De discussie had alleen betrekking op de tekst; met de melodie had men geen probleem. Naar aanleiding van een wedstrijd die was uitgeschreven door de krant La Union, werd uiteindelijk gekozen voor een aanpassing van enkele aanstootgevende regels. Na de troonsbestijging van Koningin Juliana in 1948 zijn de verwijzingen naar Wilhelmina vervangen.